# Chi Hoa tím
Chi Hoa tím (danh pháp: Viola, phát âm /vaɪˈoʊlə/ ở Hoa Kỳ và /ˈvaɪələ/ ở Anh; tiếng Việt: Vi-ô-lét) là một chi gồm khoảng 400-500 loài hoa tím trong bộ Malpighiales, tập trung ở bán cầu bắc và rải rác một số vùng phía nam như Hawaii, miền Australasia và Andes thuộc Nam Mỹ.
Hầu hết các loài Viola đều là cây nhỏ lâu năm, một số là thường niên và sống thành bụi.

## Phân loài
Chi Hoa tím gồm có một số phân chi:
1. V. subg. Chamaemelanium
2. V. subg. Dischidium
3. V. subg. Erpetion
4. V. subg. Melanium
5. V. subg. Viola

## Hình ảnh

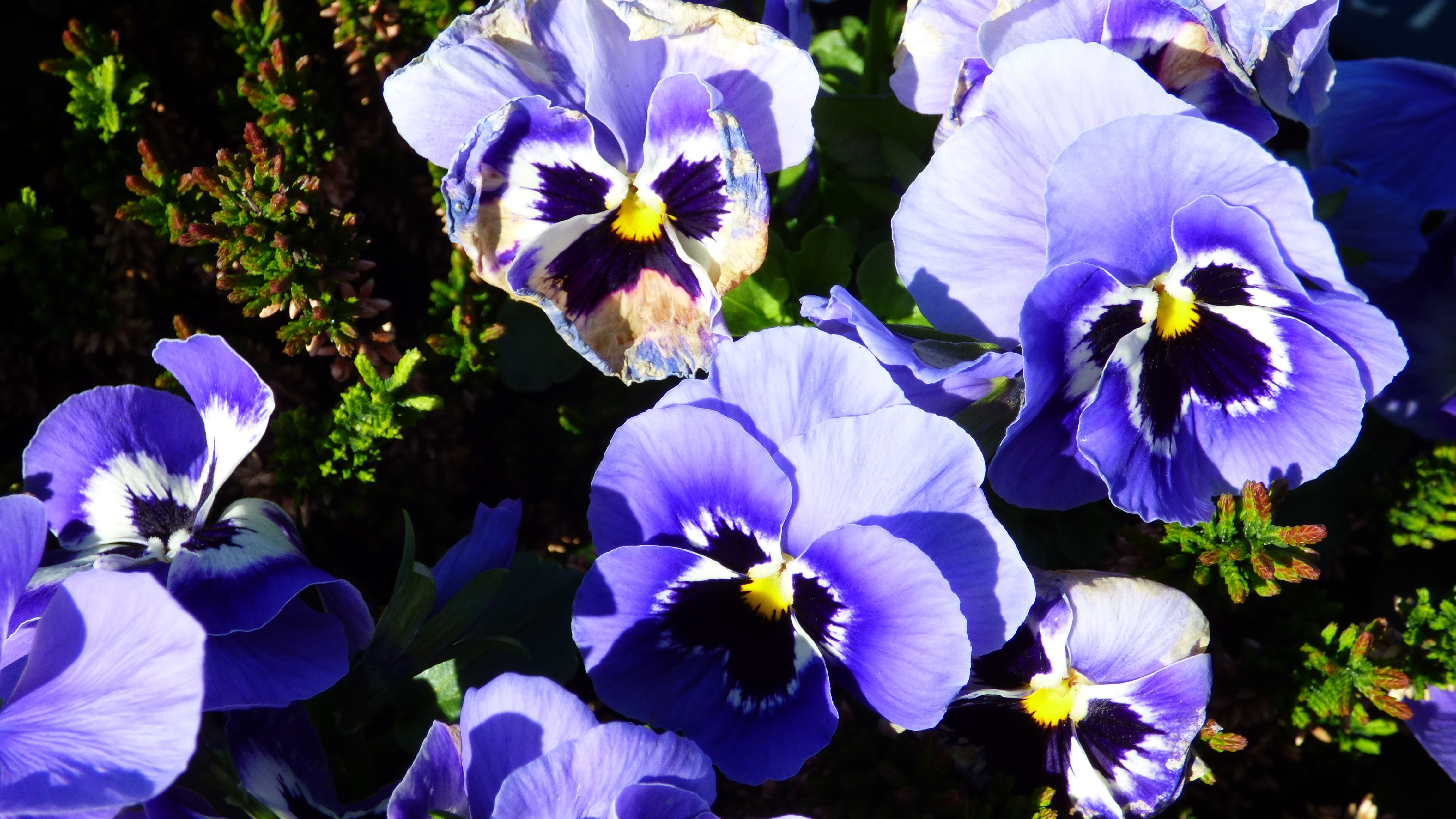
Hoa păng xê (Viola × wittrockiana)
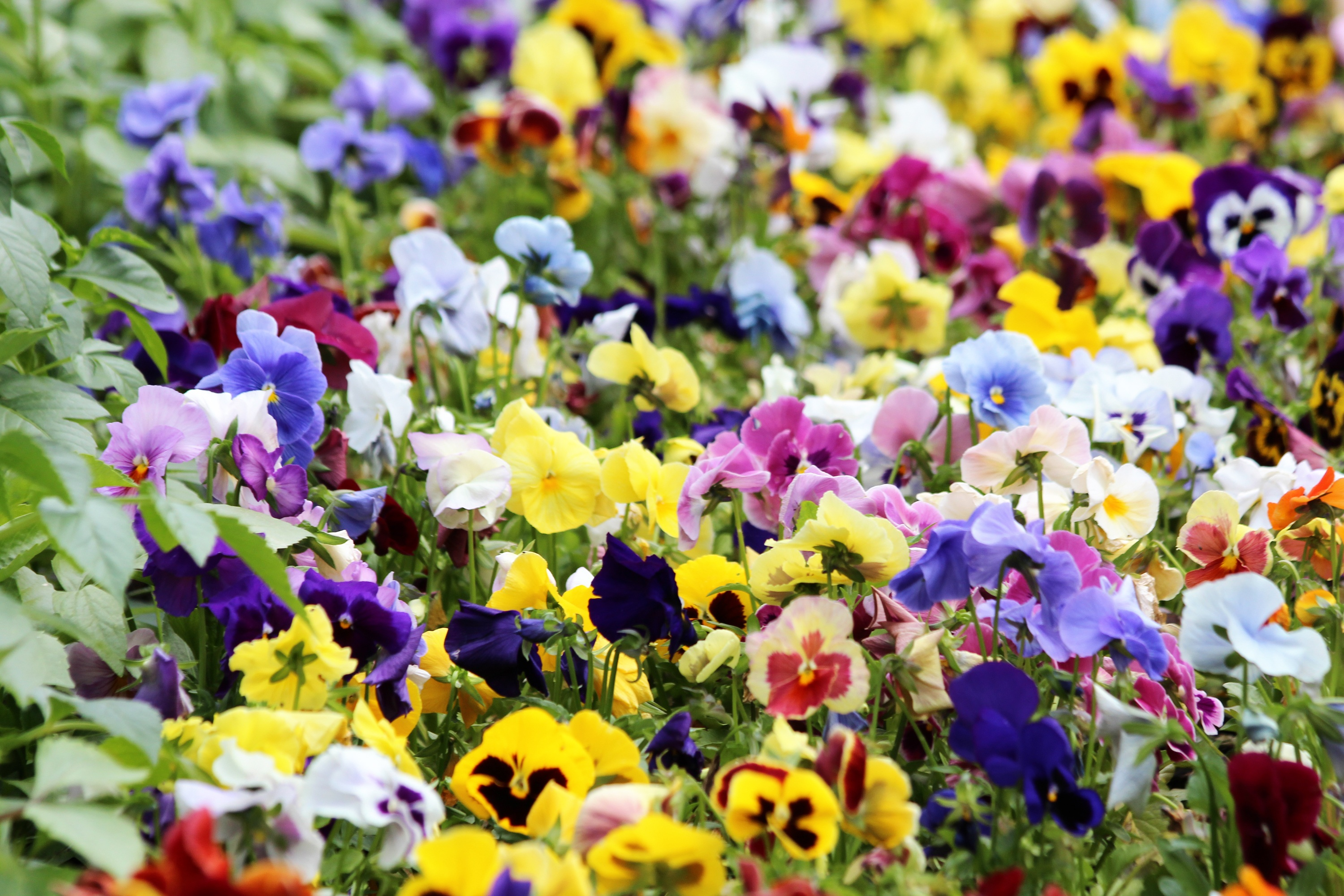
Hoa tím tam sắc
Viola sp. (Viola)
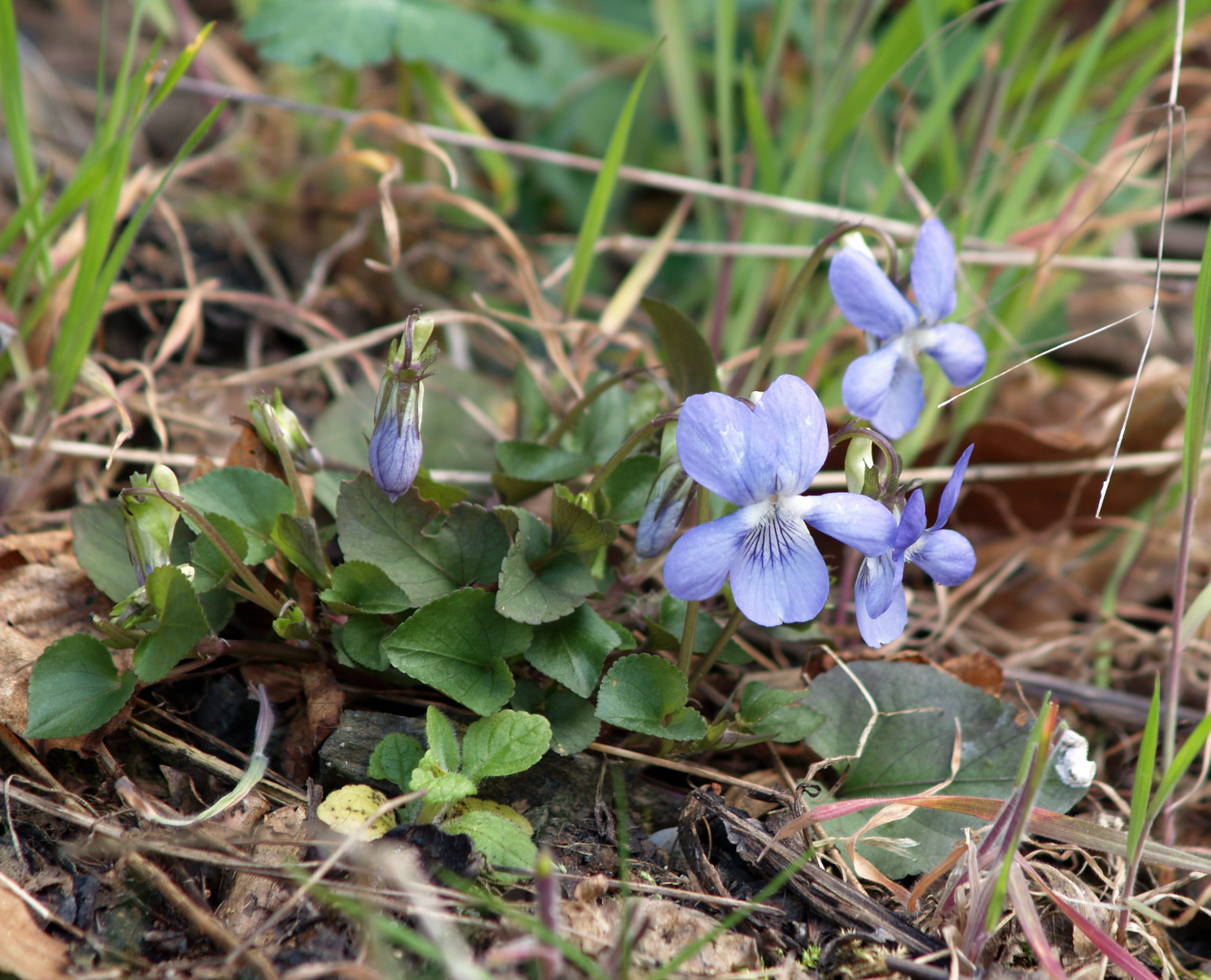
Viola riviniana
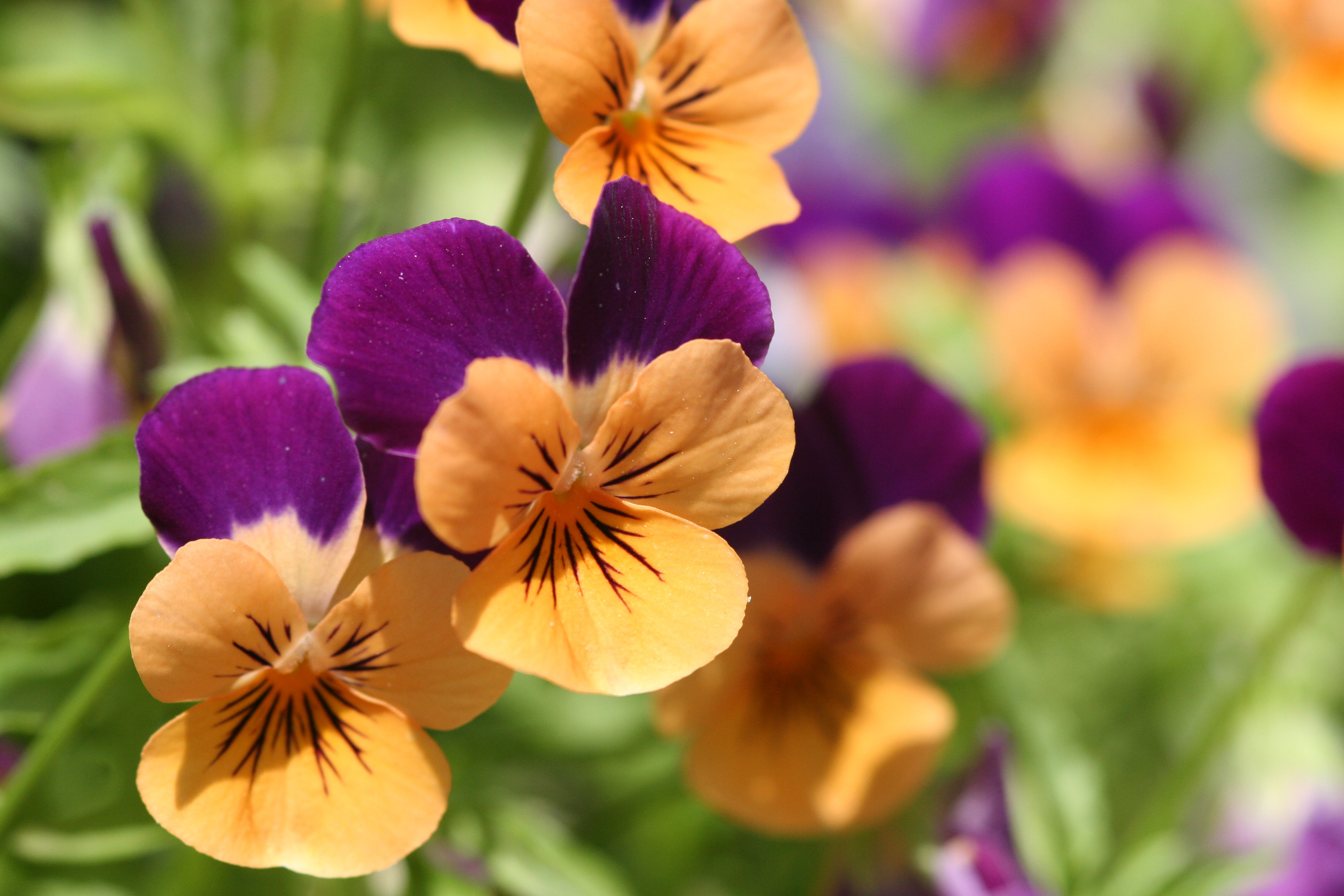
Anthocyanin
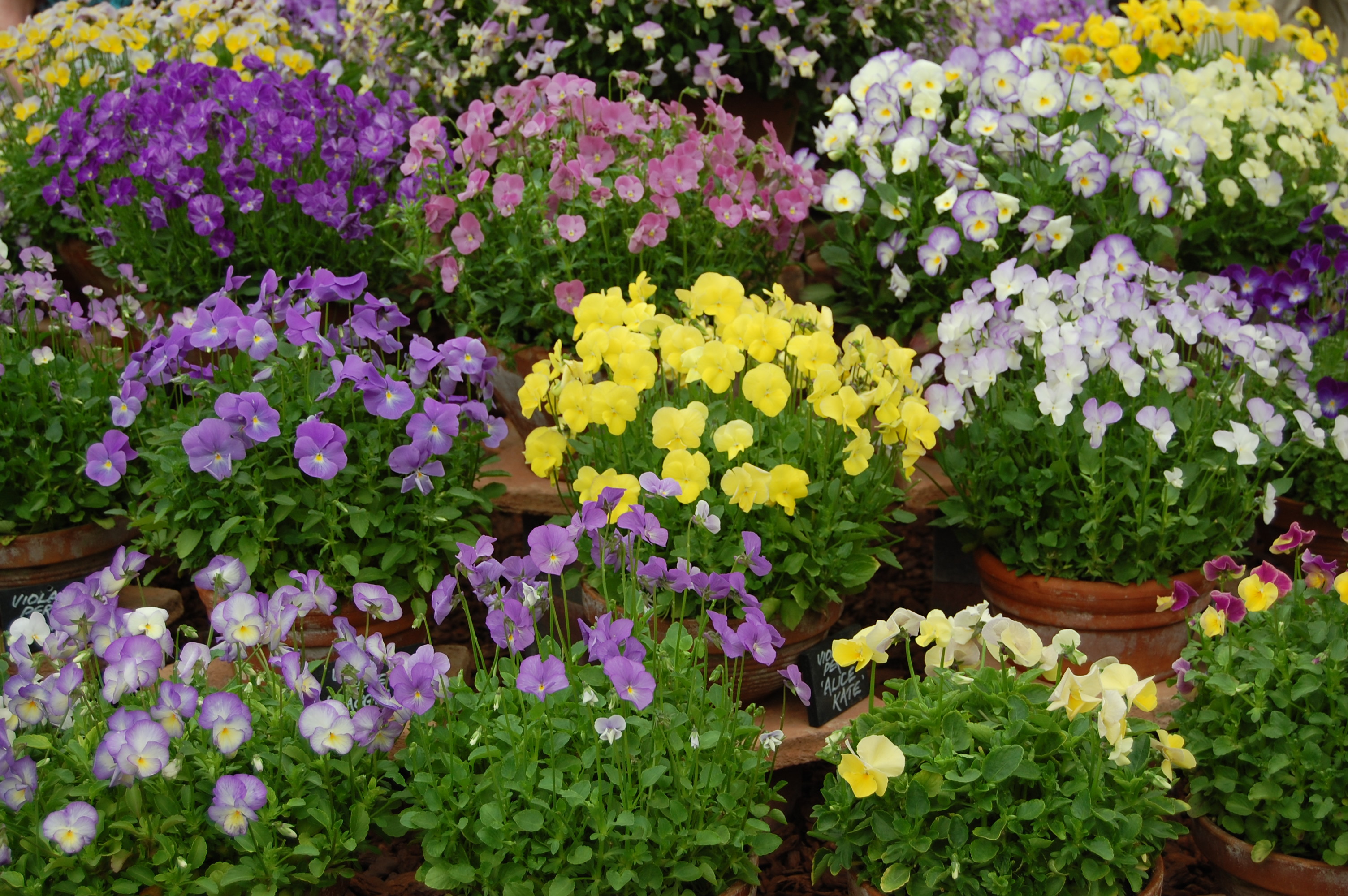
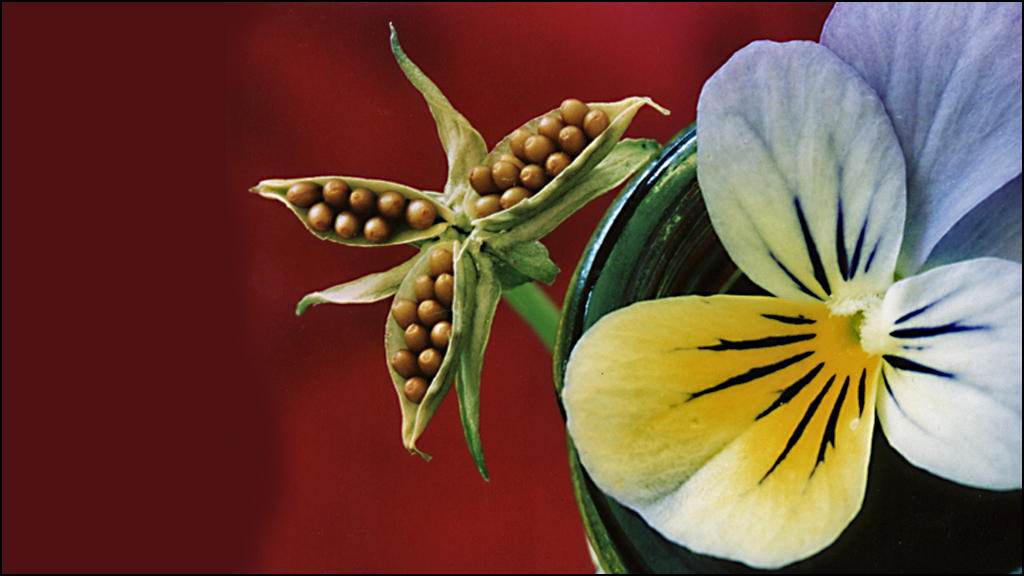